# Уилбур Уэйтли
Уилбур Уэйтли (англ. Wilbur Whateley) — вымышленный персонаж из рассказе «Ужас Данвича» (1928) Говарда Лавкрафта, а также последователей «Мифов Ктулху». Пошёл по стопам деда, колдуна Старого Уэйтли, и проводил ритуалы на вершине Сторожевого холма в Данвиче. Уилбур пытался уничтожить человечество и впустить в наш мир существ «Извне». Местные всё ещё поминают недобрыми словами его семью, а слухи о его брате-близнеце множатся до сих пор.

## Биография

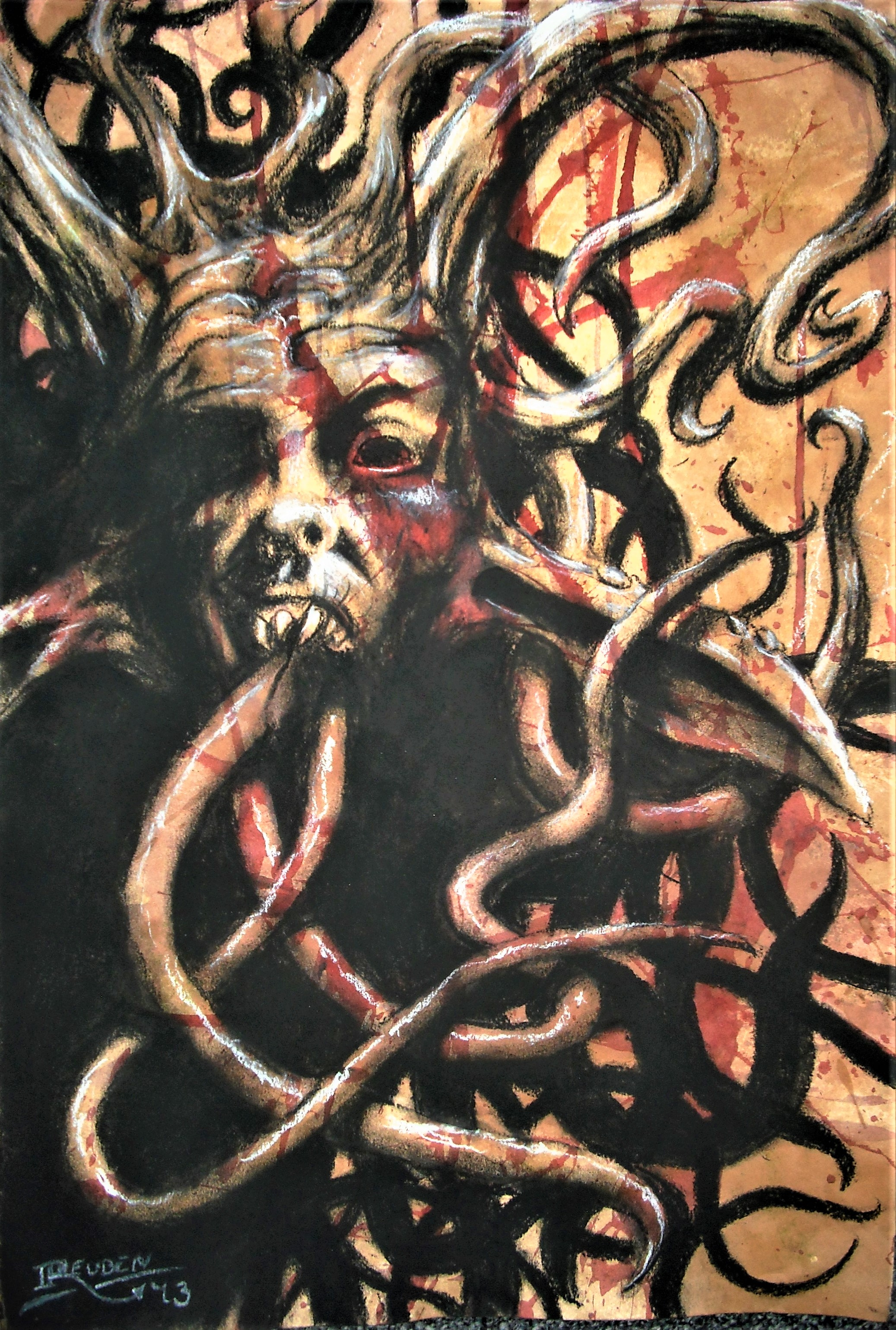
Брат-близнец Уилбура Уэйтли. Рисунок Рубена С. Додда

Уилбур Уэйтли родился 2 февраля 1913 года в сельской местности города Данвич, штат Массачусетс. Лавиния Уэйтли родила Уилбура в 5 часов утра, в ночь на сретение, которое имеет особый смысл в здешних краях. Отец остается неизвестным. Местные жители прозвали ребёнка «козлолицый и чёрный ублюдок Лавинии». Мальчик демонстрировал неестественно быстрое физическое и умственное развитие: в 7 месяцев он мог ходить; в 11 месяцев мог говорить; в 4,5 года у него начали расти волосы на лице; в 10 лет он достиг вида зрелого мужчины; в 15 лет он вырос выше 2,5 метров и, похоже, не собирался останавливаться. 

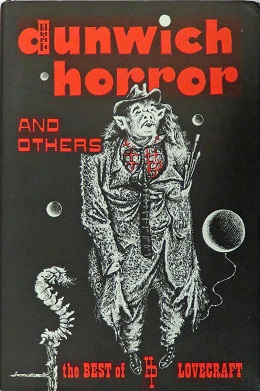
Сборник «Dunwich Horror and Others dust jacket»

Лавкрафт так описывает Уилбура в рассказе «Ужас Данвича» (1928):

В речи Уилбура всегда наличествовал некий неуловимый элемент, абсолютно нехарактерный для обитателей Данвича. С точки зрения смысла произносимые им предложения, включая даже те, где встречались несложные идиомы, были более чем обычными. Странным в его речи было её звучание как таковое — слышавшие Уилбера не могли отделаться от впечатления, что вырывающиеся из его горла звуки явно отличаются от тех, что обычны для нормального человека. На лицо он выглядел гораздо старше своего возраста, хотя и унаследовал от матери и деда такую фамильную черту, как почти полное отсутствие подбородка. Вид его не по‑детски крупного носа идеально гармонировал с вдумчивым взглядом темных глаз южанина и придавал лицу взрослое и в некоторой степени даже сверхъестественно умное выражение. Несмотря на это, он был все же весьма уродлив: толстые и отвислые, как у козла, губы, пористая жёлтая кожа, грубые и ломкие волосы, сильно вытянутые в длину уши. Очень скоро все его невзлюбили — ещё сильнее, чем деда и матушку; любые разговоры о нём неизменно сводились к обсуждению колдовских деяний старого Уэйтли, в частности, о том, как однажды, стоя посреди каменного круга с огромной раскрытой книгой в руках, старик Уэйтли выкрикнул во всю силу своих легких «Йог-Сотот!».Оригинальный текст (англ.) His speech was somewhat remarkable both because of its difference from the ordinary accents of the region, and because it displayed a freedom from infantile lisping of which many children of three or four might well be proud. The boy was not talkative, yet when he spoke he seemed to reflect some elusive element wholly unpossessed by Dunwich and its denizens. The strangeness did not reside in what he said, or even in the simple idioms he used; but seemed vaguely linked with his intonation or with the internal organs that produced the spoken sounds. His facial aspect, too, was remarkable for its maturity; for though he shared his mother’s and grandfather’s chinlessness, his firm and precociously shaped nose united with the expression of his large, dark, almost Latin eyes to give him an air of quasi-adulthood and well-nigh preternatural intelligence. He was, however, exceedingly ugly despite his appearance of brilliancy; there being something almost goatish or animalistic about his thick lips, large-pored, yellowish skin, coarse crinkly hair, and oddly elongated ears. He was soon disliked even more decidedly than his mother and grandsire, and all conjectures about him were spiced with references to the bygone magic of Old Whateley, and how the hills once shook when he shrieked the dreadful name of Yog-Sothoth.

Уилбур использовал в речи идиомы и говорил на языке Акло. С юности он носил одежду полностью закрывающую тело, а собаки гнались за ним из-за нечеловеческого зловония, исходящего от него (характерная черта существ «Извне»). Что-то козлиное или звериное было в его толстых губах, желтоватой пористой коже, грубых курчавых волосах и причудливо удлинённых ушах. Уилбура видели на вершине холма, одетого в темные штанишки с бахромой (черты фавна). Уилбур унаследовал от матери и деда отсутствие подбородка, а прямой нос, вкупе, с выражением больших, тёмных, латинского типа глаз придавал ему облик взрослого человека со сверхъестественным интеллектом. 
Уилбур пошёл по стопам своего деда, колдуна Уэйтли, проводя обряды на вершине холмов близ Данвича, когда из-под земли доносились раскаты грома, странным образом совпадающие со вспышками пламени на холме. Несмотря на плохую репутацию среди жителей родной деревни, Уэйтли получил некоторое признание как знаток чёрных искусств. К Уилбуру росла неприязнь местных жителей. Лавиния жаловалась, что боится сына и, вероятно, позже Уилбур стал убийцей своей матери. После смерти Старого Уэйтли на Уилбура легла ответственность за воспитание близнеца. Он собирался провести ритуал по открытию существам «Извне» пути в наш мир, через Врата Йог-Сотота, что описан на странице 751 «Некрономикона»». Уилбур отправился за книгой в библиотеку Мискатоникского университета, но получил отказ от профессора Генри Армитеджа, который смог распознать в нём зло. Уилбур носил широкую одежду, пытаясь замаскировать свою постоянно деградирующую форму. Уэйтли так и не реализовал свой потенциал, , погибнув во время неудачной попытки украсть книгу из библиотеки, когда его загрыз сторожевой пес. Именно тогда была раскрыта тревожная истина его биологии.
Умирая Уилбур превратился в монстра:

Верхняя от пояса часть тела была лишь наполовину антропоморфной: грудная клетка, на которой все ещё лежали мощные лапы сторожевого пса, имела загрубелый сегментарный кожный покров, сходный с панцирем аллигатора или крокодила. Спина была разукрашена черно‑желтыми узорчатыми разводами — совсем как у отдельных видов змей. Вид ниже пояса вызывал ещё больший ужас — ибо здесь кончалось малейшее сходство с человеком и начиналось нечто совершенно неописуемое. Кожа, или, лучше сказать, шкура, была покрыта густой чёрной шерстью, а откуда‑то из брюшины произрастало десятка два причудливо изогнутых зеленовато‑серых щупальцев с красными присосками. Их расположение было в высшей степени странным и наводило на мысль о симметрии неведомых космических миров, лежащих далеко за пределами Солнечной системы. На обоих бедрах, в глубоко посаженных и обрамленных розоватыми ресничками орбитах, находились какие‑то рудиментарные глаза, а рядом с хоботообразным хвостом в пурпурных кольцевых отметках располагалось нечто вроде недоразвитого горла или рта. Если бы не чёрная шерсть на ногах, то можно было бы сказать, что ноги приблизительно напоминали задние конечности доисторических земных ящеров; заканчивались они мощными ребристыми утолщениями, в равной степени не похожими ни на лапы с когтями, ни на копыта. При дыхании существа окраска его хвоста и щупальцев ритмично меняла цвет; эта способность была, по‑видимому, унаследована им от далеких неземных предков, для коих это было обычным явлением. Щупальца меняли окраску с бледно‑желтой в темно‑зеленую, в то время как хвост из серого превращался в светло‑коричневый; пурпурные же кольца сохраняли постоянную окраску. Крови — настоящей красной крови — не было, вместо неё на полу виднелась зловонная желто‑зеленая сукровица, которая, затекая за пределы уже загустевшей лужи, странным образом обесцвечивала крашеный пол.
Перед смертью оно изрекло: «Н’гай, н’гха-гхаа, багг-шоггог, й’хах; Йог-Сотот…».Оригинальный текст (англ.)Above the waist it was semi-anthropomorphic; though its chest, where the dog’s rending paws still rested watchfully, had the leathery, reticulated hide of a crocodile or alligator. The back was piebald with yellow and black, and dimly suggested the squamous covering of certain snakes. Below the waist, though, it was the worst; for here all human resemblance left off and sheer phantasy began. The skin was thickly covered with coarse black fur, and from the abdomen a score of long greenish-grey tentacles with red sucking mouths protruded limply. Their arrangement was odd, and seemed to follow the symmetries of some cosmic geometry unknown to earth or the solar system. On each of the hips, deep set in a kind of pinkish, ciliated orbit, was what seemed to be a rudimentary eye; whilst in lieu of a tail there depended a kind of trunk or feeler with purple annular markings, and with many evidences of being an undeveloped mouth or throat. The limbs, save for their black fur, roughly resembled the hind legs of prehistoric earth’s giant saurians; and terminated in ridgy-veined pads that were neither hooves nor claws. When the thing breathed, its tail and tentacles rhythmically changed colour, as if from some circulatory cause normal to the non-human side of its ancestry. In the tentacles this was observable as a deepening of the greenish tinge, whilst in the tail it was manifest as a yellowish appearance which alternated with a sickly greyish-white in the spaces between the purple rings. Of genuine blood there was none; only the foetid greenish-yellow ichor which trickled along the painted floor beyond the radius of the stickiness, and left a curious discolouration behind it.
Before dying, it said: «N’gai, n’gha’ghaa, bugg-shoggog, y’hah; Yog-Sothoth, Yog-Sothoth...»

Уилбур взывает перед смертью к Йог-Сототу. Его тело исчезло при шокирующих обстоятельствах, начав стремительно разлагаться и превратившись в липкую белую массу. Уилбура в районе Данвича всё ещё поминают недобрыми словами, а слухи о его брате-близнеце множатся до сих пор. Его брат-близнец имел черты лица Старого Уэйтли, но при этом вообще не имел человеческой формы:

Больше амбара… весь из каких-то витых канатов… весь в форме куриного яйца… огромный… ног десять, не меньше… как свиные головы, и закрываются при шаге… жидкий как кисель… на них огромные выпученные глаза… вокруг них десять или двенадцать ртов, величиной с газовую плиту… серые, с кольцами, не то синими, не то лиловыми… Это был осьминог, сороконог, паук или что-то вроде него, но сверху его было огромное получеловечье лицо колдуна Уэйтли…Оригинальный текст (англ.)Oh, oh, my Gawd, that haff face—that haff face on top of it . . . that face with the red eyes an’ crinkly albino hair, an’ no chin, like the Whateleys . . . It was a octopus, centipede, spider kind o’ thing, but they was a haff-shaped man’s face on top of it, an’ it looked like Wizard Whateley’s, only it was yards an’ yards acrost...

## Вдохновение
Сцена смерти Уилбура Уэйтли имеет заметное сходство с Джервасом Крэдоком, таком же получеловеке из романа Артура Мейчена «Чёрная печать»: «Что-то выпало из тела на пол и вытянулось, скользкое, колеблющееся щупальце», — пишет Мейчен. 
Уилл Мюррей отмечает, что козлиный, частично рептилоидный Уилбур Уотли напоминает химеру, мифологическое существо, упомянутое в эпиграфе Чарльза Лэмба к «Ужас Данвича». 
Роберт Прайс отмечает, что Уилбур Уэйтли в некотором отношении является автобиографической фигурой самого Лавкрафта: «Уилбура воспитывал дедушка, а не отец, его домашнее образование из дедовской библиотеки, его безумная мать, его клеймо уродства. У Лавкрафта случай не соответствует действительности, но образ самого себя, навязанный ему его матерью, и его ощущение того, что он изгой, — все это перекликается с юностью Лавкрафта».

## Фильм

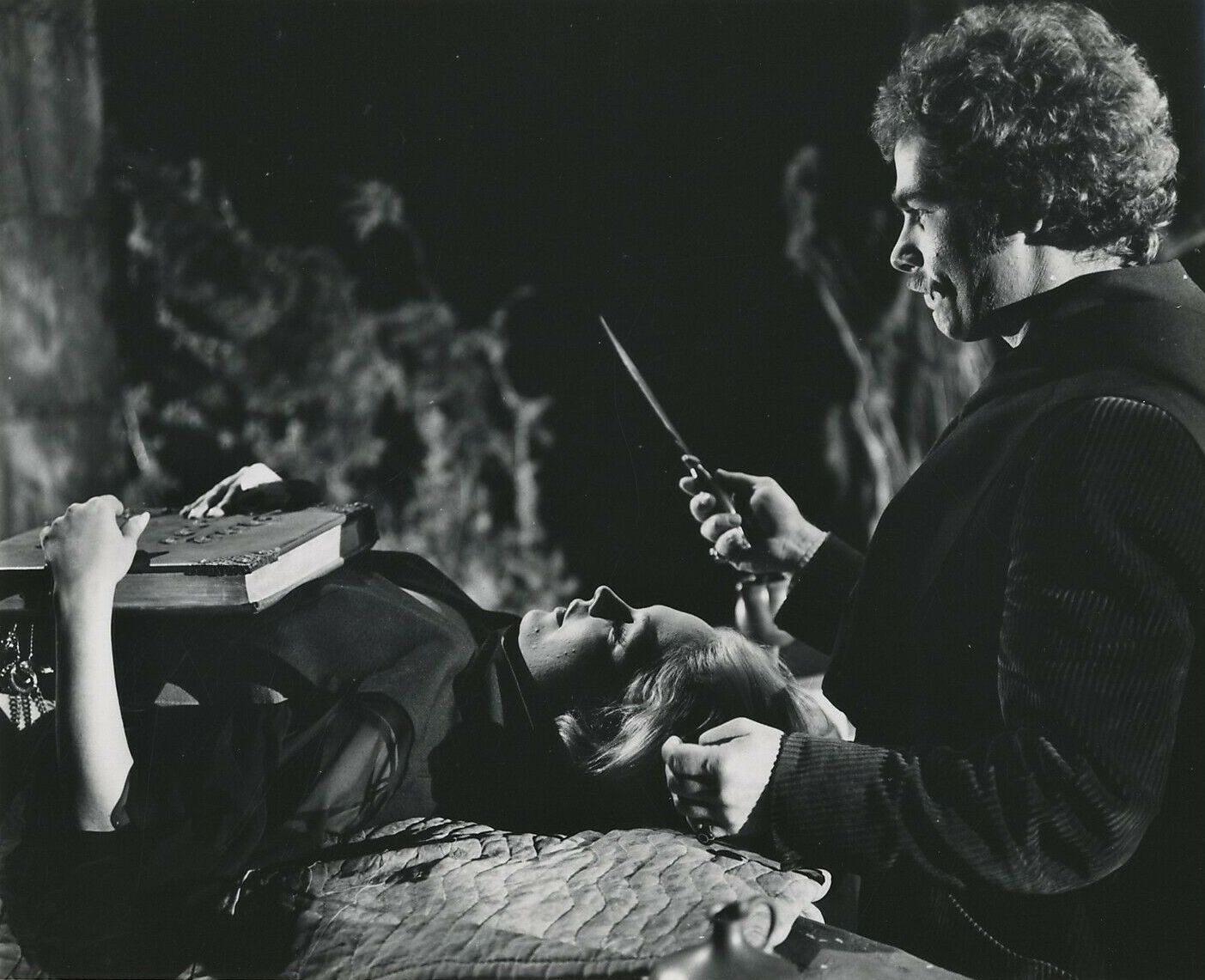
Дин Стоквелл и Сандра Ди

В фильме «Ужас Данвича» (1970) Дин Стоквелл играет роль Уилбура Уэйтли. Его изображение в фильме сильно отличается от истории тем, что он изображен как обычный человек без каких-либо неестественных характеристик, описанных в рассказе Лавкрафта, за исключением того, что он действительно обладает сверхъестественной способностью влиять на умы людей. Его предполагаемая жертва была Нэнси Вагнер, которую он намеревается оплодотворить ребёнком Йог-Сотота.